# تشت‌گذاری

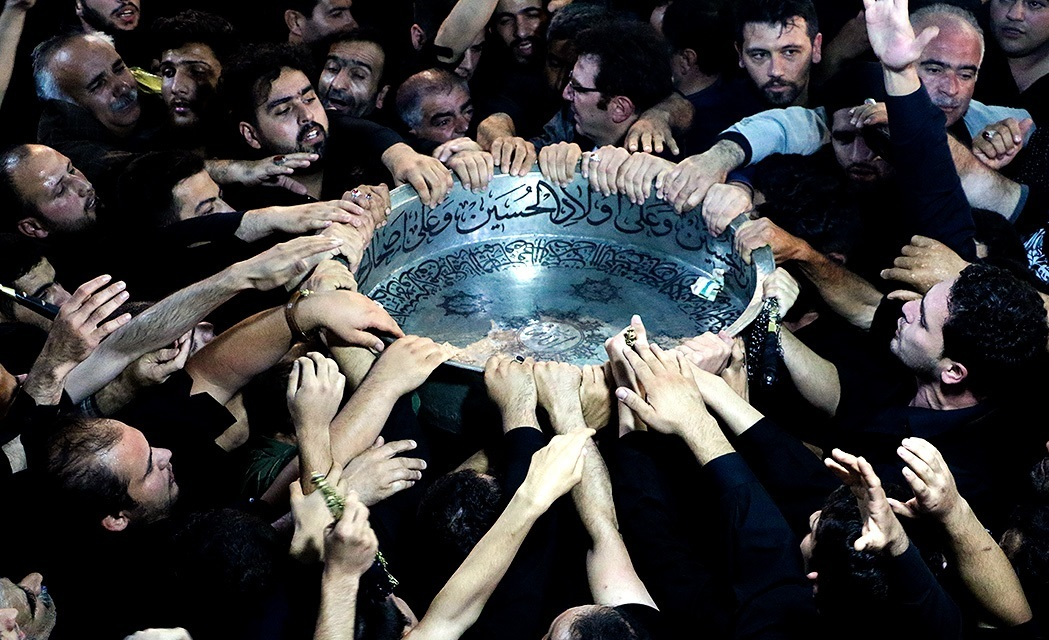
تشت‌گذاری در اردبیل ، شهریور ۱۳۹۸

آیین تشت‌گذاری یکی از قدیمی‌ترین سنتها و مناسک اسلامی است که جمع کثیری از مردم ترک‌زبان ایران، با این آیین عزاداری‌های محرم را شروع می‌کنند.
مراسم تشت گذاری، مراسمی است سنتی که در عزاداری ایام عاشورا و عمدتاً در شهرستان اردبیل برگزار می‌شود و تشت‌های آب را که رمزی از فرات می‌باشد در مساجد و حسینیه‌ها می‌آورند و این سنت به پیروی از اقدام حسین بن علی و یادآور رفتار جوانمردانه او در مقابل سپاه حر می‌باشد که به روایتی آن حضرت، در روز ۲۷ ذیحجه، آب مشکها را در تشتها ریخته و تمام لشکر حر و اسبان آن‌ها را سیراب کردند.
آیین طشت‌گذاری در استانهای ترک‌زبان، از ریشه دارترین آیینهای ماه محرم است که در روزهای پایان ماه ذی الحجه برگزار می‌شود و در حقیقت، برگزاری این آیین، آماده شدن حسینیان برای برگزاری مراسم سوگواری حسین بن علی را نشان می‌دهد.

## علل برگزاری این مراسم
در ارتباط با علل برگزاری مراسم تشت‌گذاری نظرات و احتمالات مختلفی وجود دارد، اکثراً اعتقاد بر این است که با انجام این مراسم، اهمیت آب و جایگاه آن در حادثه کربلا مورد توجه قرار می‌گیرد.
براساس روایتهای تاریخی، در مسیر راه کاروان کربلا قبل از رسیدن به دشت نینوا، سربازان حر بن یزید ریاحی در منطقه‌ای به نام «زباله» راه بر کاروان بسته و حرکت آن را متوقف ساخته‌اند.
در این محل، حسین بن علی علی‌رغم کمبود آب دستور می‌دهند تشتها توسط آبهای موجود در مشکها پر شود که هم یاران حسین و هم سربازان حر از آن استفاده کنند و نیز احشام موجود در هر دو کاروان نیز سیراب شوند.

## تاریخچه برگزاری آیین تشت‌گذاری
هرچند که مراسم تشت‌گذاری از دوران صفویه در اردبیل برگزار شده و قدمتی چندین ساله دارد اما در دو سه دهه اخیر برگزاری این مراسم در سایر شهرهای استان و برخی استانهای همجوار چون آذربایجان شرقی و غربی و زنجان، آستارا، تالش و… نیز مورد توجه قرار گرفته‌است. البته هیت‌های مقیم مرکز نیز انجام می‌دهند
این مراسم که به نوعی محبت عزاداران به اهل البیت را نشان می‌دهد، چند سالی است که در استانهایی غیر از استانهای ترک‌زبان نیز مورد توجه قرار گرفته و طی دو سال اخیر در ورامین، مازندران و… نیز برگزار می‌شود.
بعد از قرار گرفتن تشتها در سکوهای مخصوص و در میان حزن و اندوه حاضران، دعای مخصوص خوانده می‌شود و از آب تشت به عنوان تبرک، اکثریت حاضران و عزاداران استفاده می‌کنند.
بر اساس متن کامل و قدیمی دعای تشت‌گذاری که به صورت تلفیقی با استفاده از سه زبان فارسی، ترکی و عربی نوشته شده، می‌توان حدس زد آیین تشت‌گذاری ریشه در عصر صفویه (که امرای آن ترک‌زبان و شیعه بودند) داشته باشد.

## فلسفه تشت‌گذاری
دربارهٔ فلسفه مراسم تشت‌گذاری چنین می‌گویند: روزی که «حر بن ریاحی» با دو هزار نفر از سپاهیان خویش راه را بر حسین بن علی بست و به حسین گفت که باید با یزید بیعت کند و حسین امتناع کرد بود.
حسین بن علی وقتی خستگی و تشنگی را در چهره سپاهیان حر مشاهده کرد، دستور دادند که آن‌ها را سیراب کنند. حتی دستور دادند به چهارپایان سپاه حر نیز آب دهند، چون این اتفاق در ۲۷ ذی‌الحجه روی داد، لذا مردم اردبیل در این روز مراسم تشت‌گذاری را انجام می‌دهند.
مراسم تشت‌گذاری به این صورت است که یکی دو نفر از عزاداران حسینی کوزه‌ای بر دوش می‌گیرند و دور مسجد را می‌گردند و بقیه نیز از پشت سر آنان حرکت می‌کنند و نوحه و رجز می‌خوانند. این رجزها بیشتر در بیان بزرگواری‌های عباس بن علی است.

## آیین تشت‌گذاری در اردبیل
رسم «تشت گذاری» یا «تشت گردانی» از جمله مراسمی است که منسوب به شهر اردبیل، به‌طور خاص و مردم آذربایجان، به‌طور عام است؛ در این آیین، «تشت» نماد مشک سقای کربلا و آب، نماد رود فرات است که به روی حسین و یارانش بسته شد.
مراسم تشت‌گذاری در اردبیل از ۲۷ذیحجه شروع می‌شود و در ۳۰ ذیحجه به پایان می‌رسد. براساس یک رسم قدیمی، شهر اردبیل به شش محله بزرگ تقسیم می‌شود و هر یک از محلات کوچک نیز با توجه به موقعیت جغرافیایی، تابع یکی از این محلات ششگانه می‌شود.
شروع تشت‌گذاری در سه روز مانده به محرم طوری برنامه‌ریزی شده‌است که هر روز در دو محله بزرگ این مراسم برگزار شود.
تشتهایی که در این مراسم مورد استفاده قرار می‌گیرند، گرد و از جنس برنز یا مس است، بعد از عزاداری، ریش سفیدان در هر محله، تشتها را بر دوش حمل کرده و وارد مساجد می‌شوند. حاضران در مسجد به احترام به پا خواسته و در جلو آن‌ها دسته سینه زنی با شعار «الدخیل یا ابوالفضل» سینه می‌زنند.
پس از آن، ریش سفیدان با دور زدن مسجد، تشتها را در جای مخصوص خود قرار می‌دهند، آنگاه تشتها را از آبی که در کوزه‌ها بر دوششان حمل کرده‌اند، پر می‌کنند.
برخی از مورخان بر این باورند که احداث جایگاه تشت در مساجد اردبیل بعد از روی کار آمدن حکومت صفویه انجام شده‌است، یکی از ویژگی‌های معماری مساجد اردبیل این است در مساجد شهر جایگاه و سکوهایی خاص وجود دارد که برای این منظور مورد استفاده قرار می‌گیرد.

## آیین تشت‌گذاری در تهران
آیین تشت‌گذاری هرسال در آخرین جمعه ماه ذی الحجه در مسجد انصارالحسین (ع) تهران با مداحی داود علیزاده اردبیلی برگزار می‌شود.